# Cervera de Buitrago
Cervera de Buitrago é um município da Espanha na província e comunidade autónoma de Madrid, de área 12,02 km² com população de 150 habitantes (2006) e densidade populacional de 10,77 hab/km².

## Demografia
| Variação demográfica do município entre 1991 e 2004 | Variação demográfica do município entre 1991 e 2004 | Variação demográfica do município entre 1991 e 2004 | Variação demográfica do município entre 1991 e 2004 |
| --------------------------------------------------- | --------------------------------------------------- | --------------------------------------------------- | --------------------------------------------------- |
| 1991                                                | 1996                                                | 2001                                                | 2004                                                |
| 83                                                  | 97                                                  | 108                                                 | 128                                                 |